# Ochrolechia trochophora
Ochrolechia trochophora är en lavart som först beskrevs av Vain., och fick sitt nu gällande namn av Oshio. Ochrolechia trochophora ingår i släktet Ochrolechia och familjen Ochrolechiaceae.  Utöver nominatformen finns också underarten pruinirosella.